# Leneen Forde
Pour les articles homonymes, voir Forde (homonymie).
Mary Marguerite Leneen Forde AC (née à Ottawa au Canada le 12 mai 1935) est l'actuelle chancelier de l'Université Griffith et fut Gouverneur du Queensland de 1992 à 1997. Leneen Forde fut la deuxième femme à être nommée gouverneur d'un État australien et la première à être nommée au Queensland
Née Leneen Kavanagh à Ottawa, elle travailla d'abord comme technicienne de laboratoire et passa son Baccalauréat en arts par des cours du soir. Elle émigra en Australie en 1954. En 1955, elle épousa Francis Gerard Forde, le fils de Francis Michael Forde, ancien Premier ministre d'Australie et ambassadeur au Canada. Madame Forde travailla deux ans au laboratoire d'hématologie de l'hôpital royal de Brisbane avant de reprendre des études à plein temps après la mort de son mari en 1966. Elle obtint son diplôme de Bachelor of Laws à l'Université du Queensland en 1970.
Elle a été nommée Compagnon de l'ordre d'Australie en 1993.